# Can't Believe It (T-Pain)
Can't Believe It è un singolo del cantante statunitense T-Pain, pubblicato nel 2008 e interpretato insieme al rapper Lil Wayne. Il brano è stato estratto dall'album Thr33 Ringz.

## Tracce
- CD (Promo)

1. Can't Believe It (Clean)
2. Can't Believe It (Main)
3. Can't Believe It (Instrumental)
4. Can't Believe It (Acapella)

- CD (Remix)

1. Can't Believe It (Official Remix) (featuring Justin Timberlake) - 5:22